# Lịch Holocen
Lịch Holocen, còn được gọi là Kỷ nguyên Holocen hay Kỷ nguyên Loài người (tiếng Anh: Human Era - HE), là một hệ thống đánh số năm thêm vào cách đánh số năm phổ biến hiện nay (AD/BC hay CN/TCN) đúng 10.000 năm, đặt năm đầu tiên gần thời điểm bắt đầu thế địa chất Holocen và cuộc Cách mạng Thời đại đồ đá mới (hay Cách mạng Nông nghiệp lần thứ nhất), khi loài người chuyển từ lối sống săn bắt sang lối sống dựa vào nông nghiệp và định cư cố định. Năm 2025 trong lịch Holocen là năm 12.025 HE. Cách đánh số năm HE được đề xuất lần đầu bởi Cesare Emiliani vào năm 1993.

## Tổng quan
Đề xuất cải cách lịch của Cesare Emiliani nhằm giải quyết một số vấn đề gặp phải với kỷ nguyên Công Nguyên hiện tại đang đánh số các năm trong bộ lịch thế giới được chấp nhận phổ biến. Những vấn đề này bao gồm: 
- Công Nguyên được dựa trên cách ước tính sai lệch năm sinh của Giê-su. Kỷ nguyên này xếp năm sinh của Giê-su là năm 1 CN, nhưng các học giả hiện đại đã xác định rằng ông có thể được sinh ra vào hoặc trước năm 4 TCN. Emiliani cho rằng thay thế mốc này bằng năm ước tính bắt đầu thế Holocen sẽ hợp lý hơn.
- Ngày sinh của Giê-su là một sự kiện ít mang tính toàn cầu hơn năm ước tính bắt đầu thế Holocen.
- Các năm TCN được tính nhỏ dần khi đi từ quá khứ tới tương lai, khiến cho việc tính khoảng thời gian trở nên khó khăn.
- Công Nguyên không có năm không; ngay sau năm 1 TCN là năm 1 CN, càng khiến việc tính toán khoảng thời gian phức tạp.

Thay vào đó, HE dùng "khởi đầu của kỷ nguyên con người" làm mốc khởi đầu cho kỷ nguyên; mốc này được xác định như sau: năm 10.000 TCN tương ứng với năm 1 HE, để cho năm 1 CN tương ứng với năm 10.001 HE. Đây là thời điểm ước tính bắt đầu của thế địa chất hiện tại, thế Holocen (còn gọi là thế Toàn Tân). Lý do sử dụng thời điểm này là do nền văn minh nhân loại (vd: những cộng đồng định cư đầu tiên của con người, nền nông nghiệp, v.v) được tin là đã bắt đầu vào thời gian này. Emiliani sau đó đề xuất rằng khởi đầu thế Holocen nên được đặt cố định cùng với ngày bắt đầu kỷ nguyên mà ông đưa ra trước đó.

### Lợi ích
Những người ủng hộ Kỷ nguyên Loài người khẳng định rằng hệ thống này khiến cho việc xác định tuổi trong các ngành địa chất, khảo cổ, định tuổi theo vòng cây và xác định thời gian trong lịch sử dễ dàng hơn, đồng thời dựa trên một sự kiện được khắp nơi coi là thích hợp hơn so với sự kiện sinh ra Giê-su. Toàn bộ những dấu mốc thời gian chính trong lịch sử loài người có thể được liệt kê theo thang tăng dần đơn giản, trong đó những năm nhỏ hơn luôn xảy ra trước những năm lớn hơn. Một lợi ích nữa là Kỷ Holocen bắt đầu trước các hệ thống đánh số năm khác. Vì vậy nó có thể có ích trong việc so sánh và chuyển đổi năm từ các lịch khác.

### Độ chính xác
Khi Emiliani thảo luận về lịch này vào năm 1994 ông có nói rằng chưa có sự thống nhất nào về ngày bắt đầu thế Holocen, các ước tính hiện tại của sự kiện này ở vào khoảng 12.700 tới 10.970 năm BP. Kể từ đó, các nhà khoa học đã có nhiều những hiểu biết hơn, và xác định được chính xác hơn ngày bắt đầu thế Holocen. IUGS đã chính thức công nhận một ý kiến được nhiều người chấp thuận vào năm 2013, ước tính sự kiện này diễn ra 11.700 năm trước năm 2000 (năm 9701 TCN), gần đây hơn khoảng 300 năm so với lúc bắt đầu lịch Holocen.

## Chuyển đổi
Các năm CN trong lịch Julius hay Gregorius có thể được chuyển đổi sang lịch Holocen bằng cách thêm vào 10.000 năm. Năm 2025 CN hiện tại có thể chuyển thành năm Holocen bằng cách thêm chữ số "1" ở đầu thành 12.025 HE.  Các năm TCN được chuyển đổi bằng cách trừ đi 10.001 năm. Để kiểm tra cách chuyển đổi này, lấy chữ số cuối trong năm TCN và năm HE tương đương, nếu hai chữ số cuối này có tổng là 1 hoặc 11 thì chuyển đổi đúng.
| Năm Gregorius | ISO 8601 | Năm Holocen | Sự kiện |
| ------------- | -------- | ----------- | --- |
| 10001 TCN     | −10000   | 0 HE        | Bắt đầu Kỷ nguyên Holocen |
| 9701 TCN      | −9700    | 300 HE      | Kết thúc thế Pleistocen và bắt đầu thế Holocen |
| 4714 TCN      | −4713    | 5287 HE     | Thời điểm bắt đầu hệ thống ngày Julius: ngày Julius số 0 bắt đầu lúc 12:00 Greenwich vào khoảng ngày 1 tháng 1 năm 4713 TCN trong lịch Julius, tương đương khoảng ngày 24 tháng 11 năm 4714 TCN trong lịch Gregorius:10 |
| 3761 TCN      | −3760    | 6240 HE     | Bắt đầu kỷ nguyên Anno Mundi trong lịch Do Thái:11 |
| 3102 TCN      | −3101    | 6899 HE     | Bắt đầu kỷ nguyên Kali Yuga trong vũ trụ học Hindu |
| 45 TCN        | −0044    | 9956 HE     | Giới thiệu lịch Julius |
| 1 TCN         | +0000    | 10000 HE    | Năm 0 trong ISO 8601 |
| 1 CN          | +0001    | 10001 HE    | Bắt đầu Công Nguyên (Anno Domini), từ ước tính (sai) của Dionysus về sự kiện Giê-su hiện thân |
| 622 CN, 1 AH  | +0622    | 10622 HE    | Sự kiện Muhammad từ Mecca thoát ly tới Medina (Hegira), bắt đầu Lịch Hồi giáo |
| 1582 CN       | +1582    | 11582 HE    | Giới thiệu lịch Gregorius:47 |
| 1912 CN       | +1912    | 11912 HE    | Thời điểm bắt đầu Lịch Chủ thể và Dân quốc |
| 1950 CN       | +1950    | 11950 HE    | Mốc thời điểm của cách đánh sô năm Before Present:190 |
| 1970 CN       | +1970    | 11970 HE    | Unix Epoch |
| 1993 CN       | +1993    | 11993 HE    | Công bố lịch Holocen |
| 2025 CN       | +2025    | 12025 HE    | Năm hiện tại |
| 10000 CN      | +10000   | 20000 HE    | |

1. ↑  Emiliani[1] cho biết đề xuất của ông "sẽ khiến năm 1 CN thành năm 10.001" nhưng ông không nói rõ là lịch Julius hay Gregorius. Đề xuất không đặt rõ ràng bất cứ ngày cụ thể nào làm khởi đầu kỷ nguyên.